# Parashorea malaanonan
Parashorea malaanonan là một loài thực vật thuộc họ Dipterocarpaceae. Tên gọi malaanonan xuất phát từ tiếng Tagalog (mala = giả và anonang = na) và là một tên bản địa giả định cho loài này. Đây là một cây rất cao, có thể đến 60 m, có ở rừng dầu hỗn hợp trên nền đất sét có tính bở sâu. Chúng cũng mọc ở các khu bảo tồn rừng ở bờ biển phía đông của Sabah, ở các nơi khác chúng hiện đang bị đe dọa vì mất môi trường sống. Gỗ cây này là loại gỗ cứng nhưng nhẹ, được biết đến dưới tên thương mại quốc tế là White Lauan hoặc White Seraya.

## Hình ảnh

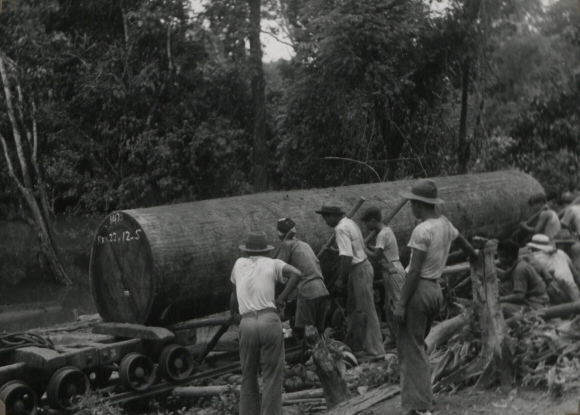